# Eupithecia puengeleri
Eupithecia puengeleri là một loài bướm đêm trong họ Geometridae.